# 九龍巴士293線
已停辦的九龍巴士293線是香港的一條假日豪華巴士路線，由九巴營運，來往九龍城碼頭至大網仔，只在每年十月至四月之星期日及公眾假期服務，方便郊遊人士。
本路線1982年取消後，曾經長達37年以來沒有專營巴士由西貢市中心來往九龍城區，直至九巴92R線於2019年8月11日起投入服務為止。

## 歷史
- 1980年10月5日：路線開辦。
- 1981年2月7日：來回改經新清水灣道。
- 1982年3月14日：路線取消。[1]

## 收費
全程：$5.0（取消前）

## 行車路線
往大網仔方向：途經新碼頭街、土瓜灣道、馬頭角道、馬頭涌道、太子道東、清水灣道、新清水灣道、清水灣道、西貢公路、普通道及大網仔路。
往九龍城碼頭方向：途經大網仔路、普通道、西貢巴士總站、普通道、西貢公路、清水灣道、新清水灣道、清水灣道、觀塘道、太子道東、馬頭涌道、木廠街、土瓜灣道及新碼頭街。